# 黄子为
黄子为，香港中文大學（深圳）校长讲座教授、医学院教授、切哈诺沃精准和再生医学研究院执行院长，曾任美国上州纽约州立大学药理系终身教授、清华大学生命科学学院教授，主要从事化学生物学、生物化学与结构生物学、 基因组与蛋白质组学等方面的研究工作。入选中华人民共和国教育部2008年度"长江学者"特聘教授。曾就读于华南师范大学化学系。